# گولبی
گولبی (به انگلیسی: Gaulby) یک روستا و محله مدنی در بریتانیا است که در Harborough واقع شده‌است. گولبی ۲۴۱ نفر جمعیت دارد.